# Jiří Hanzl (házenkář)
Jiří Hanzl (* 4. srpna 1951, Benešov, Československo) je bývalý československý házenkář.
S týmem Československa hrál na letních olympijských hrách v Montrealu v roce 1976, kde tým skončil na 7. místě. Nastoupil v 5 utkáních a dal 18 golů. Na klubové úrovni hrál za Slavii Praha.